# Parker Lundgren
Parker Lundgren (Port Townsend, Washington, 1986. december 28. –) amerikai gitáros.

## Pályafutása
A Sledgeback nevű punk-rock együttesben kezdte pályafutását. 2009-ben csatlakozott a Queensrÿche együtteshez. Felesége Miranda Tate, aki a zenekar énekesének Geoff Tate-nek a mostohalánya. Lundgren a Port Townsend gimnáziumban szerzett magának diplomát, ezenkívül van két fia is.